# Caridina elisabethae
Caridina elisabethae е вид десетоного от семейство Atyidae.

## Разпространение
Видът е разпространен в Папуа Нова Гвинея.